# E. Alyn Warren
E. Alyn Warren (ur. 2 czerwca 1874 w Richmond, zm. 22 stycznia 1940 w Woodland Hills) – amerykański aktor. W latach 1915–1940 wystąpił w 99 filmach.

## Wybrana filmografia
- 1915: Money  jako Antome Johanson
- 1917: Mother o' Mine jako Romeo Bonelli
- 1917: The Mysterious Mr. Tiller  jako Rosario
- 1917: The Silent Lady  jako doktor Carlyle
- 1918: New Love for Old jako Louis Bracchi
- 1918: Her Only Way jako sędzia Hampton Bates
- 1918: The Forbidden City jako Wong Li
- 1919: Yvonne from Paris jako Luigi
- 1919: The Tiger Lily jako Giovanni
- 1920: The Virgin of Stamboul jako Yusef Bey
- 1920: Twins of Suffering Creek jako Scipio Jones
- 1920: Outside the Law jako Chang Lo
- 1923:The Courtship of Miles Standish jako Myles Standish
- 1925: The Unholy Three jako prokurator
- 1926: The Bells jako Baruch Koweski
- 1928: The Trail of '98 jako inżynier kolejnictwa
- 1928: Red Wine jako przyjaciel Jacka
- 1930: The Medicine Man jako Goltz
- 1930: East Is West jako Lo Sang Kee
- 1930: Son of the Gods jako Lee Ying
- 1930: Abraham Lincoln jako Stephen A. Douglas/Ulysses Grant
- 1931: Wolne dusze jako Bottomley (niewymieniony w czołówce)
- 1931: Daughter of the Dragon jako Lu Chung
- 1931: Shipmates jako Wong
- 1932: The Hatchet Man jako Soo Lat, szewc
- 1933: Tarzan the Fearless jako doktor Brooks
- 1934: Kot i skrzypce jako koncertmistrz (niewymieniony w czołówce)
- 1934: Szpieg nr 13 jako generał Ulysses S. Grant (niewymieniony w czołówce)
- 1935: Get That Man jako Jay Malone, prywatny detektyw
- 1936: Revolt of the Zombies jako doktor Trevissant
- 1937: They Won't Forget jako Carlisle P. Buxton
- 1937: Madame X jako urzędnik (niewymieniony w czołówce)
- 1938: Trzej towarzysze jako właściciel księgarni (niewymieniony w czołówce)
- 1938: Port of Seven Seas jako kapitan Escartefigue
- 1939: Idiot's Delight jako recepcjonista w Royal Grand Hotel (niewymieniony w czołówce)
- 1939: Przeminęło z wiatrem jako pracownik Franka Kennedy'ego (niewymieniony w czołówce)
- 1940: Broadway Melody of 1940 jako Pop (niewymieniony w czołówce)